# USS Bauer (DE-1025)
El USS Bauer (DE-1025) fue un destructor de escolta clase Dealey de la Armada de los Estados Unidos.

## Historia
Su quilla se puso el 1 de diciembre de 1955 en Bethlehem Pacific Coast Steel Corp. de San Francisco, California. Fue botado como USS Bauer el 4 de junio de 1957 siendo su madrina Harold W. Bauer, viuda del teniente coronel Harold William Bauer, aviador del Cuerpo de Marines que murió en la Segunda Guerra Mundial. Inició sus servicio en la Armada el 21 de noviembre de 1957 bajo el mando del teniente comandante Lawrence D. Cummins.
Tenía un desplazamiento de 1877 t a plena carga, 96 m de eslora total, 11,2 m de manga y 3,6 m de calado. Estaba propulsado por una turbina de engranajes y dos calderas, pudiendo alcanzar los 27 nudos de velocidad. Su armamento eran cuatro cañones de calibre 76 mm y un sistema antisubmarino RUR-4 Weapon Alpha.
Al entrar al servicio, se unió al Escort Squadron 3 en San Diego, California. El 12 de junio de 1958, zarpó hacia el Extremo Oriente, donde la Séptima Flota. Arribando a Yokosuka, Japón, el 2 de julio, se sumó a un grupo de tareas antisubmarino que operaba en el mar de la China Oriental. Durante siete meses, patrulló el oeste del Pacífico, visitando puertos del Japón, Filipinas y Taiwán. Regresó a San Diego el 4 de diciembre.
A poco de estar en su apostadero habitual, regresó al Pacífico oeste para participar del People to People Student Ambassador Program. Se ofrecieron viajes a civiles, acciones de caridad y práctica de deportes con unidades militares de otros países. A mediados de octubre, el Bauer arribó a Tacloban, Filipinas, para la celebración anual de los desembarcos en Leyte del 20 de octubre de 1944 durante la Segunda Guerra Mundial.
Permaneció en esas aguas por un año más hasta 1960. En ese año, realizó ejercicios de combate. El 1 de julio, fue incorporado a la nueva Escort Division 31, junto a los destructores Evans, Bridget y Hooper. En 1961, realizó su tercera gira con la Séptima Flota en el Extremo Oriente.
El 6 de marzo de 1962, entró al Naval Repair Facility en San Diego. Recibió una restauración y modernización bajo el programa Fleet Rehabilitation and Modernization (FRAM).
El 5 de agosto de 1964, partió a aguas vietnamitas y se posicionó en la Yankee Station. Desde allí, proveyó cobertura antisubmarina a los portaviones en el mar de la China Meridional hasta el 30 de noviembre del mismo año.
El 18 de enero de 1967, regresó a la Yankee Station. Realizó cobertura antiaérea en protección de los portaviones durante diez semanas. El buque recibió dos estrellas de batallas por su servicio.
Fue retirado el 3 de diciembre de 1973.